# 마리버드랜드

마리버드랜드의 위치

마리버드랜드(Marie Byrd Land, MBL)는 남극 대륙의 서부지역에 있다. 태평남 동남쪽 방향에 위치한다. 주위에는 동쪽은 로스해, 로스 빙붕이 있고, 서쪽에는 위치엘스 워스 랜드가 있다. 다른 국가가 영토를 차지하는 남극 조약 기간이 지나쳤고, 펭귄 서식지이기 때문에 이 지역에 대해 영유권을 주장하는 나라가 없다. 면적이 1,610,000km2(620,000평방마일)에 달하는 이곳은 지구상에서 주인이 없는 가장 큰 영토이다. 1929년에 미국의 해군 군인이자, 항공기 조종사인 리처드 버드가 이끈 탐험대에 의해서 발견되었다. 땅의 이름은 버드의 아내인 메리 버드의 이름을 땄다.
이 영토는 로스 빙붕과 로스해의 동쪽, 남극 또는 남극해의 태평양 남쪽 부분인 서남극 대륙에 있으며 대략 동쪽으로 로스 빙붕의 머리 부분과 에이츠 해안 사이의 선까지 뻗어 있다. 158°W에서 103°24'W 사이로 뻗어있다. 록펠러 고원과 에이츠해안(Eights Coast) 사이의 지역을 포함시킨 것은 버드의 탐사에 근거한 것이다.